# Magnífica 70
Magnífica 70 é uma série de televisão brasileira criada por Cláudio Torres, Renato Fagundes e Leandro Assis e dirigida por Torres e Carolina Jabor, baseado em um roteiro escrito por Toni Marques. Retrata o universo dos filmes da Boca do Lixo, além das suas relações com os órgãos de censura da ditadura militar na década de 1970 no Brasil, e é exibida pela HBO Brasil desde 24 de maio de 2015.
A série foi encerrada na terceira temporada, exibida em 2018.

## Produção
A série foi gravada no Rio de Janeiro durante quinze semanas, numa área de multilocação onde foi construída uma cidade cenográfica retratando os principais cenários da trama, como o Bar Imperador, a Magnífica Produções, a casa da família de Vicente e o Departamento de Censura Federal, entre outros ambientes. Foi uma coprodução da HBO Latin America Group com a Conspiração Filmes. Os recursos utilizados para o investimento da série foram da própria HBO, sem a necessidade da captação de recursos públicos pela ANCINE, por meio da Lei de Incentivo à Cultura. A vinheta de abertura da série mescla cenas e elementos da mesma ao som de "Sangue Latino", do grupo musical Secos & Molhados. Pode-se notar um erro nela, quando são mostrados maços de notas de cem mil cruzeiros, que só seriam lançadas em 1985, enquanto a série se passa doze anos antes.

## Enredo
O ano é 1973. Vicente é um censor do Departamento de Censura Federal do Estado de São Paulo. Ele vive um casamento monótono com Isabel, filha do General Souto. Durante a avaliação de uma pornochanchada, ele decide vetar o filme, mas acaba se encantando pela atriz Dora Dumar, estrela da produção. Fascinado pela garota, que lembra uma falecida cunhada sua, Ângela, ele mergulha no universo da Boca do Lixo, onde começa a trabalhar com Dora e Manolo, com quem passa a formar um triângulo amoroso. A atmosfera da época, com a repressão imposta pela Ditadura Militar no poder, relacionada com os filmes do gênero, desmerecidos pela alta sociedade devido ao conteúdo, é o principal mote da trama.

## Elenco

### Principal
| Simone Spoladore     | Dora Dumar / Vera             |  |       |       |
| Marcos Winter        | Vicente dos Reis              |  |       |       |
| Adriano Garib        | Manolo Mattos                 |  |       |       |
| Maria Luísa Mendonça | Isabel Souto dos Reis         |  |       |       |
| Juliana Galdino      | Dr.ª Sueli                    |  |       |       |
| Leandro Firmino      | Carioca                       |  |       |       |
| Pierre Baitelli      | Dario                         |  |       |       |
| Stepan Nercessian    | George Larsen                 |  | part. |       |
| Paulo César Pereio   | General Souto                 |  | part. | part. |
| Felipe Abib          | Santos                        |  |       |       |
| Taumaturgo Ferreira  | Bruno Boaventura              |  |       |       |
| Mariana Lima         | Marina Boaventura             |  |       |       |
| Mário Gomes          | Homem Perigoso / Hélio Pontes |  |       |       |
| Vinícius de Oliveira | Saulo                         |  |       |       |
| Gracindo Júnior      | General Otto Pontes           |  |       |       |
| Maria Zilda Bethlem  | Madre                         |  |       |       |

### Recorrente
| Rodrigo Fregnan      | Orestes        |  |       |  |
| Carlo Mossy          | Lúcifer Santos |  |       |  |
| Fábio Marcoff        | Rosalvo        |  |       |  |
| Charles Fricks       | Wolf           |  |       |  |
| Hamilton Vaz Pereira | Inácio         |  |       |  |
| Kadú Sandeiro        | Madruga        |  |       |  |
| André Frateschi      | Flint Westwood |  |       |  |
| Joana Fomm           | Lúcia          |  | part. |  |
| Julia Ianina         | Helena Garret  |  |       |  |

### Participações especiais
| Ator/Atriz           | Personagem                   |
| -------------------- | ---------------------------- |
| Bella Camero         | Ângela                       |
| Clarice Niskier      | Marília Castellini           |
| Shalon Hsu           | Chang Zhou                   |
| Tainã Santos         | Anjo (foquista)              |
| Marco Rocha          | Caniço (Operador Maquinário) |
| Ivone Hoffman        | Mãe de Santo                 |
| Juan Palomino        | "El Tio"                     |
| Natália Rosa         | Mestiça                      |
| Carolina Virgüez     | Cafetina                     |
| Lena Brito           | Bruxa                        |
| Rogério Fróes        | Seu Lourenço                 |
| Roney Villela        | Walter                       |
| Flávio Pardal        | Jorge                        |
| Gustavo Gasparani    | Carlos                       |
| Gilray Coutinho      | Jorginho Macedo              |
| Xando Graça          | Aurélio                      |
| Ricardo Souzedo      | Tenente Brás                 |
| Léo Netto            | Major Alfredo                |
| Milhem Cortaz        | Agente Chagas                |
| Eduardo Galvão       | Flávio Gonçalves             |
| Felipe Vidal         | Figueira                     |
| Tammy Di Calafiori   | Melissa                      |
| Alessandra Colasanti | Brigite                      |
| Bruce Gomlevsky      | Cesar Bragalia               |
| Ricardo Blat         | Padre Ribeiro                |
| Anderson Almos       | Filho do Ministro            |
| Izaias Oliveira      | Boião (maquinista)           |

## Episódios

### Primeira temporada
| Nº | Título              | Dirigido por                    | Escrito por                                     | Data de exibição original | Audiência |
| --- | ------------------- | ------------------------------- | ----------------------------------------------- | ------------------------- | --------- |
| 1 | "Na Boca do Lixo"   | Cláudio Torres e Carolina Jabor | Cláudio Torres, Renato Fagundes e Leandro Assis | 24 de maio de 2015        | ASA       |
| Ao avaliar uma pornochanchada, o censor Vicente veta o filme, mas fica maravilhado com a atriz Dora Dumar, que lembra sua falecida cunhada. Ele ajuda Manolo a criar um novo roteiro. Dario acaba de sair da penitenciária e já planeja um roubo à produtora. |                     |                                 |                                                 |                           |           |
| 2 | "O Roteiro"         | Cláudio Torres e Carolina Jabor | Cláudio Torres, Renato Fagundes e Leandro Assis | 31 de maio de 2015        | ASA       |
| Vicente é convencido por Manolo a escrever o roteiro de um novo filme, pois só ele sabia como driblar a censura. Após ouvir o conselho de Dora, Vicente escreve o roteiro baseado na história da sua vida, e são reveladas as trocas de interesses entre seu casamento com Isabel e o porquê da morte da sua cunhada, Ângela. Dario acaba fracassando na tentativa de roubar os lucros do filme anterior. |                     |                                 |                                                 |                           |           |
| 3 | "A Produção"        | Cláudio Torres e Carolina Jabor | Cláudio Torres, Renato Fagundes e Leandro Assis | 7 de junho de 2015        | ASA       |
| Walter deixa a cadeia e passa a ficar no mesmo apartamento de Dario, e os dois planejam roubar os lucros do próximo filme. Isabel começa a desconfiar de Vicente, e acaba descobrindo sobre Dora ao segui-lo. Larsen diz a Manolo que o próximo filme será produzido com um orçamento 20% menor que o anterior, e para isso, Vicente tem que cortar algumas cenas do roteiro. Flint acaba divergindo da decisão de Larsen, e após brigar com Manolo, este decide que Vicente será o novo diretor do filme. |                     |                                 |                                                 |                           |           |
| 4 | "O Elenco"          | Cláudio Torres e Carolina Jabor | Cláudio Torres, Renato Fagundes e Leandro Assis | 14 de junho de 2015       | ASA       |
| Começam os preparativos do novo filme da Magnífica, "Minha Cunhada é de Morte". Helena, uma ex-comparsa de Vera nos crimes de vigarice, se candidata ao papel de uma das atrizes, e após ameaçar contar a verdade sobre o seu passado, acaba o ganhando. Manolo pede que Vicente ajude a liberar um filme produzido por Inácio na Censura Federal, e em troca, ele custearia os negativos e a revelação do filme. Isabel acaba descobrindo sobre o roteiro que Vicente escreveu para o filme de Manolo no meio de suas coisas. |                     |                                 |                                                 |                           |           |
| 5 | "O Primeiro Dia"    | Cláudio Torres e Carolina Jabor | Cláudio Torres, Renato Fagundes e Leandro Assis | 21 de junho de 2015       | ASA       |
| Walter e Dario começam a reunir mais bandidos para o assalto à produtora. O apartamento de Rosalvo no Rio de Janeiro pega fogo, e a produção do filme acaba sendo que ser feita em São Paulo. Vicente acaba cedendo sua casa para as gravações, aproveitando o fato de Isabel ter se retirado para um spa. A Censura Federal ibera o filme de Inácio, e este cede os negativos para que o filme de Manolo continue a ser produzido. Em meio as dificuldades como iniciante, Vicente acaba se demitindo da direção do filme, mas Vera o aconselha a voltar, afirmando que ele e o filme agora são a mesma coisa. |                     |                                 |                                                 |                           |           |
| 6 | "O Último Dia"      | Cláudio Torres e Carolina Jabor | Cláudio Torres, Renato Fagundes e Leandro Assis | 28 de junho de 2015       | ASA       |
| A produção do filme chega em sua última semana. Larsen e Vicente começam a se desentender sobre a forma como o filme está sendo dirigido, e Larsen pede a Manolo que Vicente seja despedido, porém, ele lhe diz que não pode fazer isso. No spa, Isabel se apaixona por Carlos. Dario, se passando por repórter, começa a se envolver com Helena, que suspeita do envolvimento entre Vicente e Vera. O laboratório de revelação queima duas cenas do filme, e Larsen exige que Manolo vá ao Rio de Janeiro resolver o problema, deixando Vera e Vicente a sós. |                     |                                 |                                                 |                           |           |
| 7 | "O Fim do Filme"    | Cláudio Torres e Carolina Jabor | Cláudio Torres, Renato Fagundes e Leandro Assis | 5 de julho de 2015        | ASA       |
| Larsen contrata Aurélio, um detetive particular que irá investigar a vida de Vicente. Vera revela a Vicente os motivos pelo qual estava fazendo o filme, e também os planos de roubo a produtora. A produtora tem que regravar uma das cenas perdidas durante a revelação e desocupar rapidamente a casa de Vicente, enquanto Isabel está prestes a retornar do spa. Manolo retorna do Rio de Janeiro, e durante a montagem das cenas do filme descobre que pode ter havido algo entre Vicente e Vera enquanto esteve fora. Vicente retorna a sua vida normal como censor, e passa a conviver com a desconfiança de Orestes. Helena conta a Dario que Vera pode estar lhe passando para trás, mas este não acredita e acaba matando-a. |                     |                                 |                                                 |                           |           |
| 8 | "A Montagem"        | Cláudio Torres e Carolina Jabor | Cláudio Torres, Renato Fagundes e Leandro Assis | 12 de julho de 2015       | ASA       |
| Vicente finaliza sua tese sobre o cinema nacional, como forma de promover o General Souto ao SNI. A morte de Helena começa a ser investigada, e Dario diz a Vera que se Vicente tentar impedir o roubo, ele irá morrer. Vicente diz a Manolo que se a montagem do filme não sair do jeito dele, ele irá barrar o filme na censura. Vera diz a Vicente que irá fugir da cidade, e Isabel descobre ainda mais sobre a vida secreta de Vicente como diretor de cinema. Após receber os relatórios de Aurélio, Larsen revela a Manolo que Vicente está tendo um caso com Vera, além dele ser um censor federal. Vicente e Manolo chegam a um impasse quanto a liberação do filme, e dessa vez, Manolo diz que se Vicente não liberar o filme, ele revelará a todos quem ele é. |                     |                                 |                                                 |                           |           |
| 9 | "Música!"           | Cláudio Torres e Carolina Jabor | Cláudio Torres, Renato Fagundes e Leandro Assis | 19 de julho de 2015       | ASA       |
| Vicente e Souto viajam para Brasília, onde apresentarão sua tese aos militares. Após se desiludir com Vicente, Vera toma a liderança do plano de roubo a produtora. Lúcia revela a Isabel que Ângela não era sua irmã. Larsen diz a Manolo que após o lançamento do filme, irá fechar a produtora. Vicente sugere a Jorginho que coloque música nas cenas finais, para dar mais ênfase ao filme. Os militares aplaudem a tese de Vicente, enquanto Inácio, criador do filme usado na tese, é encontrado morto após se suicidar. Após retornar, Vicente e os demais envolvidos no filme assistem ao trabalho finalizado em um cinema, mas ele sente falta de algo que dê sentido a história. Vendo o vídeo entregue por Lúcia, Isabel descobre que Ângela sofria abusos e torturas do General Souto quando jovem, e essa era a causa do ódio por sua família. |                     |                                 |                                                 |                           |           |
| 10 | "A Censura"         | Cláudio Torres e Carolina Jabor | Cláudio Torres, Renato Fagundes e Leandro Assis | 26 de julho de 2015       | ASA       |
| Manolo diz a Vera que Larsen irá fechar a produtora após o lançamento do filme. Vicente assume a Isabel que se casou com ela por sentir-se culpado pela morte de Ângela, e diz a Vera que irá vetar o filme. Larsen ordena que Aurélio e seus capangas começam a vigiar Walter e Dario após descobrir que eles são os assassinos de Helena. Isabel confronta Souto, e ameaça denunciá-lo ao Exército pelos abusos a Ângela. Vera revela a Manolo todo o plano de roubo à produtora, sua verdadeira identidade, e também que Vicente irá vetar o filme. Souto invade a casa de Isabel, e tortura sua filha para descobrir onde ela escondeu o filme que o incrimina. Dario foge com Manolo e Vera enquanto Aurélio invade o apartamento e mata Walter. Isabel tenta fugir do seu pai, mas acaba despencando do segundo andar, indo parar no Hospital do Exército. Vicente veta o filme, enquanto Manolo e Vera dizem que ele terá de gravar a cena que dê sentido ao filme, aconselhando o veto. O General Souto telefona para Vicente e revela que Isabel está grávida. |                     |                                 |                                                 |                           |           |
| 11 | "O Lançamento"      | Cláudio Torres e Carolina Jabor | Cláudio Torres, Renato Fagundes e Leandro Assis | 2 de agosto de 2015       | ASA       |
| Ocorre a avant-première do filme "Minha Cunhada é de Morte". Todos se reúnem em um cinema para a apresentação do filme, e vão ocorrendo flashbacks de três semanas antes, onde Vicente vai ao hospital após a ligação que recebe, e Isabel revela a ele que Ângela sofria abusos do General Souto. Após o filme ser barrado, Manolo inventa uma desculpa para Larsen liberar dinheiro para finalizar a produção. Vicente escreve a cena final do filme, e Larsen diz a Manolo que não vai liberar dinheiro para gravar a cena final. O General Souto diz a Vicente que irá infiltrar um agente na Boca do Lixo, e Vicente se oferece para ser esse agente, se passando por um grande investidor. Com o dinheiro que recebe de Souto, Vicente injeta recursos para a cena final do filme, e posteriormente o libera na Censura Federal. Retornando a avant-première, onde todos comemoram o sucesso do filme, Vicente diz a Isabel que após denunciar Souto, eles irão fugir. Vera revela os planos de Manolo para tomar a produtora de Larsen, e finge se aliar a ele para acabar com os planos do produtor. |                     |                                 |                                                 |                           |           |
| 12 | "Divisão de Lucros" | Cláudio Torres e Carolina Jabor | Cláudio Torres, Renato Fagundes e Leandro Assis | 9 de agosto de 2015       | ASA       |
| O filme torna-se um sucesso de bilheteria, gerando enorme lucro para a produtora. O General Souto ordena que continuem vigiando Isabel, e ela se une a Lúcia para acabar com ele. Larsen diz aos acionistas da produtora que Manolo estava lhes roubando, mas ele conta a verdade e força Larsen a passar a produtora para o seu nome. Larsen pega uma arma em sua maleta e atira em Manolo, e após uma briga com os outros, Vera mata Larsen. O General Souto desconfia que haja um comunista infiltrado na Censura Federal, porém Vicente não acredita. Sem saber o que fazer com o corpo de Larsen, os outros chamam Vicente para que ele crie uma história para encobrir o assassinato, e ele sugere que o mesmo tenha ocorrido após um ataque da "Vanguarda Armada Popular". Flint desconfia da movimentação estranha na produtora, e também acaba se envolvendo na história do assassinato, como o "carrasco" de Larsen. Vicente e Isabel encenam uma briga de casal para enganar os soldados que os vigiam, e ele telefona para o General Souto para informar sobre um ataque comunista na Boca do Lixo. |                     |                                 |                                                 |                           |           |
| 13 | "Os Magníficos"     | Cláudio Torres e Carolina Jabor | Cláudio Torres, Renato Fagundes e Leandro Assis | 16 de agosto de 2015      | ASA       |
| Após ter fugido, Dario viaja para o Paraguai, onde descobre sobre o passado de Manolo, e se alia com El Tio, seu desafeto. Em São Paulo, Orestes revela a Sueli o envolvimento de Vicente com a Boca do Lixo, e ela conta ao General Souto, mas ele não acredita. Souto assiste ao filme "Minha Cunhada é de Morte" em um cinema, e descobre que a história é igual aos fatos da sua vida, e manda confiscar as cópias do filme. Vicente é raptado e torturado por Souto, e ele o força a entregar seus colegas de trabalho na produtora, se não, irá morrer como um "comunista". Vicente manda grampear o seu telefone e alerta Dora e Manolo que está sendo vigiado. O grupo vai a uma fazenda da família, onde gravam um filme igual ao que Ângela fez quando foi abusada por Souto. Em sua festa de aniversário, o General é confrontado por sua família enquanto os produtores filmam toda a situação, porém, ele sofre um ataque cardíaco e morre. Os produtores se reúnem para a divisão de lucros do filme, e abandonam a produtora após o que ocorreu, deixando Manolo e Vicente sem ter como continuar o negócio. Manolo é surpreendido por Dario, acompanhado por El Tio e seus capangas, e pela Mestiça com a qual teve um filho. Dora é convidada por Flávio, produtor de novelas, para um papel. Vicente entrega sua carta de demissão ao Departamento de Censura Federal, e Orestes e Sueli propõem que ele faça um filme ufanista para o governo, e em troca, eles não o denunciarão. Ele aceita a proposta. |                     |                                 |                                                 |                           |           |

### Segunda Temporada
1. A máquina do amor
2. O plano de Vicente
3. O diablo anda com Dora
4. O paladino da família brasileira
5. As diabas da noite
6. O julgamento
7. A grua
8. O festival, o padre e o delegado
9. O golpe
10. Minutos finais

### Terceira Temporada
1. O Caos
2. Separados
3. Vamos mudar o Brasil
4. A solução final
5. Eles estão rindo de você
6. Todos contra um
7. Remorso
8. O dia seguinte
9. O clube do inferno
10. O fim